# Transplantatie (Priest)
Transplantatie is een  medisch verhaal geschreven door de Brit Christopher Priest in 1974. Het werd origineel onder de titel Transplant uitgegeven in 1974 in de verzamelbundel Real-Time World. In het Nederlandse taalgebied verscheen het in de bundel Vuurstorm bij Born NV Uitgeversmaatschappij in de serie Born SF (1978).  

## Het verhaal
Het thema van het verhaal is het donorschap bij een transplantatie. Een persoon heeft een verkeersongeluk gehad en wordt het ziekenhuis binnengebracht. De man overlijdt ter plekke, uitgaande van het principe van het ziekenhuis: Klinisch dood. Er wordt direct gekeken of niet beschadigde organen hergebruikt kunnen worden. Men schat in dat het hart inderdaad ten behoeve van een andere patiënt, die op sterven ligt, gebruikt kan worden. Het duurt echter enige tijd voordat er contact kan plaatsvinden met de nabestaanden. Het hart wordt daarop getransplanteerd naar de "nieuwe" eigenaar, maar tijdens die operatie blijkt dat het hart van de overledene in net zo’n slechte conditie is als het eigen hart van de ontvanger. De operatie kan dus niet doorgaan. Pas nadat het hart verwijderd is uit de donor, blijkt dat deze per testament had aangegeven, dat zijn lichaam als geheel gecremeerd moet worden. Hergebruik van organen/weefsel was niet toegestaan.
Voor de ontvanger geldt een ander verhaal. Hij ligt aan de hart-longmachine en droomt. Hij vertoont dus zelf geen hartslag meer (heeft er geen), maar vertoont nog hersenactiviteit. De chirurgen vinden het onethisch om de machine stil te zetten, al is dat wel de wenst van de vrouw van de ontvanger.  